# Quarouble
Quarouble è un comune francese di 3 152 abitanti situato nel dipartimento del Nord nella regione dell'Alta Francia.

## Storia

### Simboli
Lo stemma del comune di Quarouble si blasona:
Lo stemma riprende le insegne della famiglia De Quarouble (o Courouble), che furono i signori del luogo.

## Società

### Evoluzione demografica
Abitanti censiti